# Hyloscirtus tigrinus
Hyloscirtus tigrinus är en groddjursart som beskrevs av Jonh Jairo Mueses-Cisneros och Angonoy-Criollo 2008. Hyloscirtus tigrinus ingår i släktet Hyloscirtus och familjen lövgrodor. Inga underarter finns listade i Catalogue of Life.